# Янув (гмина, Ченстоховский повет)
Янув (пол. Janów) — сельская гмина (волость) в Польше, входит как административная единица в Ченстоховский повет, Силезское воеводство. Население 6066 человек (на 2004 год).

## Демография
| Перепись                       | Всего   | Всего | Женщины | Женщины | Мужчины | Мужчины |
| ------------------------------ | ------- | ----- | ------- | ------- | ------- | ------- |
| Единицы                        | человек | %     | человек | %       | человек | %       |
| Население                      | 6066    | 100   | 3030    | 50      | 3036    | 50      |
| Плотность населения (чел./км²) | 41,3    | 41,3  | 20,6    | 20,6    | 20,7    | 20,7    |

## Сельские округа
1. Аполёнка
2. Быстшановице
3. Быстшановице-Двур
4. Чепурка
5. Гуры-Гожковске
6. Хуциско
7. Янув
8. Льгочанка
9. Липник
10. Люславице
11. Окронглик
12. Пабянице
13. Пясек
14. Поник
15. Сковронув
16. Седлец
17. Соколе-Поле
18. Смертны-Домб
19. Теодорув
20. Загуже
21. Злоты-Поток
22. Журав

## Соседние гмины
1. Гмина Лелюв
2. Гмина Мстув
3. Гмина Негова
4. Гмина Ольштын
5. Гмина Пширув
6. Гмина Жарки